# Pimaco Two, Arizona
Pimaco Two je naseljeno područje za statističke svrhe u američkoj saveznoj državi Arizona. Prema popisu stanovništva iz 2010. u njemu je živjelo 682 stanovnika.